# ジャン・シュラム
ジャン・シュラム（Jean Schramme, 1929年3月25日 - 1988年12月14日）は、ベルギー出身の実業家で傭兵。コンゴ動乱に参加した傭兵の1人であり、「ブラック・ジャック」（Black Jack）の異名で知られた。

## 経歴
1929年、ウェスト＝フランデレン州ブルッヘにて弁護士の息子として生を受ける。14歳の頃にベルギー領コンゴに移り、スタンリービル近くに大農園を構えた。しかし1960年になるとパトリス・ルムンバによるコンゴ民主共和国独立宣言が行われ、これに伴うコンゴ動乱が幕を開けた。シュラムの農場も戦火に巻き込まれて破壊され、この際に彼は自衛の為に民兵団を組織している。1961年初頭、シュラムはカタンガ共和国にて現地白人および外国人傭兵から構成される第4コマンドー部隊（4 Commando）に参加した。その後、彼は傭兵団としてレオパルド大隊（Bataillon Léopard）を自ら設立した。大隊の将校は元農場所有者から選ばれ、また下士官兵は地元部族の青年から選ばれた。同時期に存在した他の傭兵団では白人のみが前線で戦い、現地兵には後方勤務だけを任せるといったことも多かったが、レオパルド大隊ではシュラム自身を含めて全員が共に生活していた。シュラムはマイク・ホアー、ボブ・ディナールと並び、カタンガ軍における主要な傭兵団指揮官の1人に数えられていた。北部でルバ族の反乱が起こった際、傭兵らは村を焼き払い、住民を虐殺するなどの強硬な手段を以って鎮圧を図った。また、彼らは当初国連軍の派遣を不要なものと主張していたが、最終的には多くの傭兵がカタンガ脱出を選ぶことになる。1963年1月、シュラムは100人ほどの傭兵を引き連れてアンゴラへと撤退した。
1964年にシンバの反乱が起こると、元カタンガ軍人およそ8,000人がアンゴラにいたシュラムの元へ集った。シュラムは彼らを率い、再びコンゴへ向かうことを決断した。中佐の階級を得たシュラムは、現在のマニエマ州東部にあたる大農園跡地に部隊本部を設置し、自らが率いる新たな部隊を第10コマンドー部隊（10 Commando）と名付けた。担当地域を確保し治安を回復するべく、シュラムは舟艇部隊を組織し、ルアラバ川支流に展開させた。河川沿いの道路や鉄道線路に展開する傭兵らを支援するため、舟艇部隊は武装ジープなどの輸送も行っていた。
1967年7月5日、シュラム指揮下の傭兵団はモブツ・セセ・セコ政権に対する反乱を起こした（1967年ザイール傭兵反乱）。スタンリービルを制圧した後、シュラムらは8月8日にブカヴへと到達した。ここでおよそ1,500人の傭兵がザイール軍による包囲下に置かれ、ディナール指揮下の傭兵団が救援を試みたが失敗に終わっている。結局反乱は鎮圧され、傭兵団の生き残りは11月6日までにルワンダへと逃れた。
1968年にはベルギーへ帰国するが、カタンガにおいて白人農園主を殺害した容疑で逮捕される。それからおよそ20年後の1986年4月17日になってから懲役20年が確定した。ただし、この時点で彼は既にベルギーを離れてブラジルに暮らしており、身柄を送還されることもなかった。以後、1988年に死去するまで農場で働きながら暮らした。

## 著書
- Le Bataillon Léopard/The Leopard Battalion, 1969